# Heterocerus armatus
Heterocerus armatus là một loài bọ cánh cứng trong họ Heteroceridae. Loài này được Sharp miêu tả khoa học đầu tiên năm 1882.